# Wido ze Spoleta

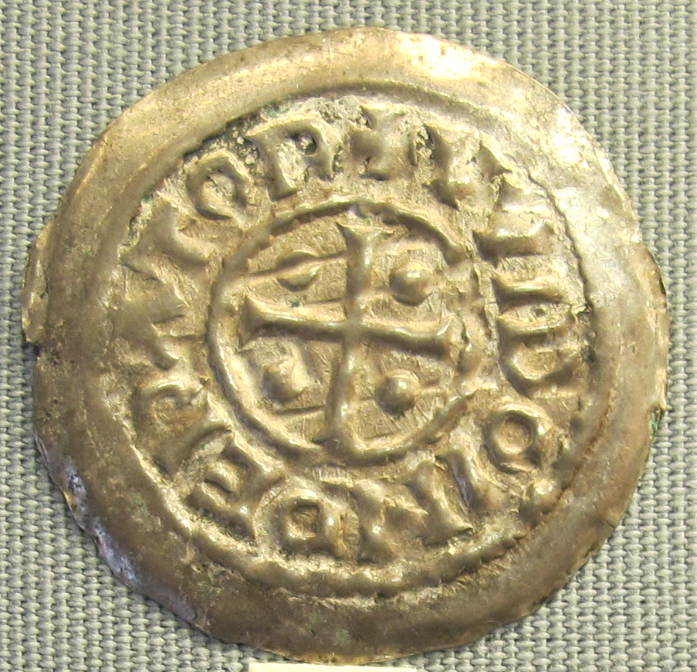
Široký denár Wida ze Spoleta

Wido (Guido) ze Spoleta († 894) byl italský král v letech (889–891) a římský císař v letech (891–894).

## Život
Byl druhorozeným synem spoletského vévody Guida I. ze Spoleta a jeho ženy Itty. Od roku 880 zastával funkci markraběte camerinského. Oženil se s Algetrudou a měl s ní syna Lamberta, který se později stal jeho spoluvladařem.
Po abdikaci císaře Karla III. Tlustého se roku 888 marně pokoušel proniknout na západofranský trůn. Po porážce italského krále Berengara I., spřízněného s Karlovci, roku 889 se stal italským králem a později byl korunován císařem. Úspěšně bránil Řím před útoky Arabů. Byl poražen v boji s východofranským králem Arnulfem Korutanským.